# Vrtlinovec
Vrtlinovec – wieś w Chorwacji, w żupanii varażdińskiej, w mieście Varaždinske Toplice. W 2011 roku liczyła 349 mieszkańców.